# Јорклин (Пенсилванија)
Јорклин (енгл. Yorklyn) насељено је место без административног статуса у америчкој савезној држави Пенсилванија.

## Демографија
По попису из 2010. године број становника је 1.912.
| Група             | 2000.    | 2010.         |
| Белци             | 0 (0,0%) | 1.544 (80,8%) |
| Афроамериканци    | 0 (0,0%) | 136 (7,1%)    |
| Азијати           | 0 (0,0%) | 46 (2,4%)     |
| Хиспаноамериканци | 0 (0,0%) | 131 (6,9%)    |
| Укупно            | 0        | 1.912         |